# Riserva faunistica Moremi
La Riserva faunistica Moremi è una area naturale protetta del Botswana.
La riserva si trova all'interno dell'Area di conservazione transfrontaliera Okavango-Zambesi.

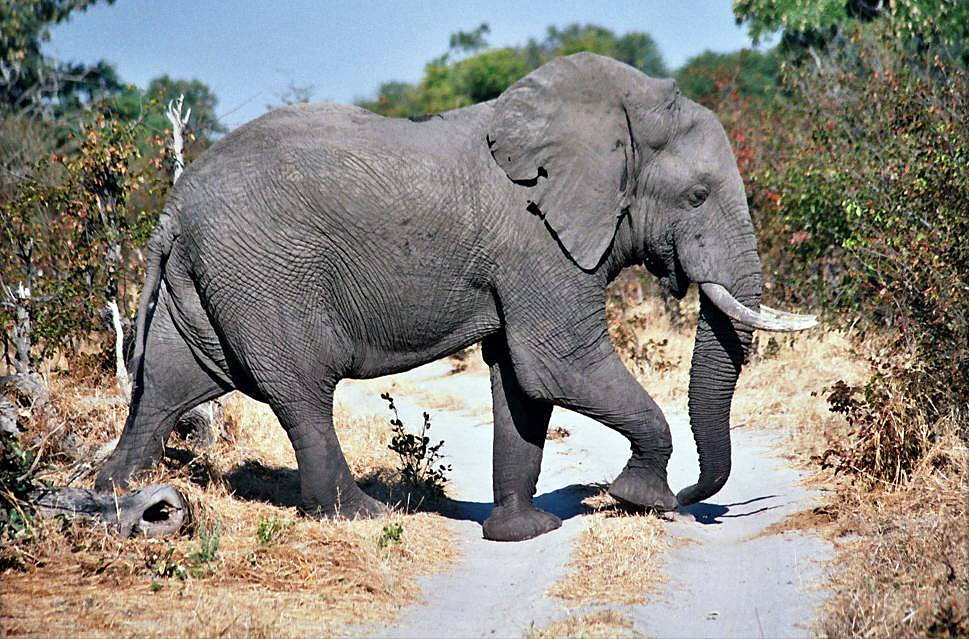
Elefante attraversa la strada nella riserva faunistica Moremi

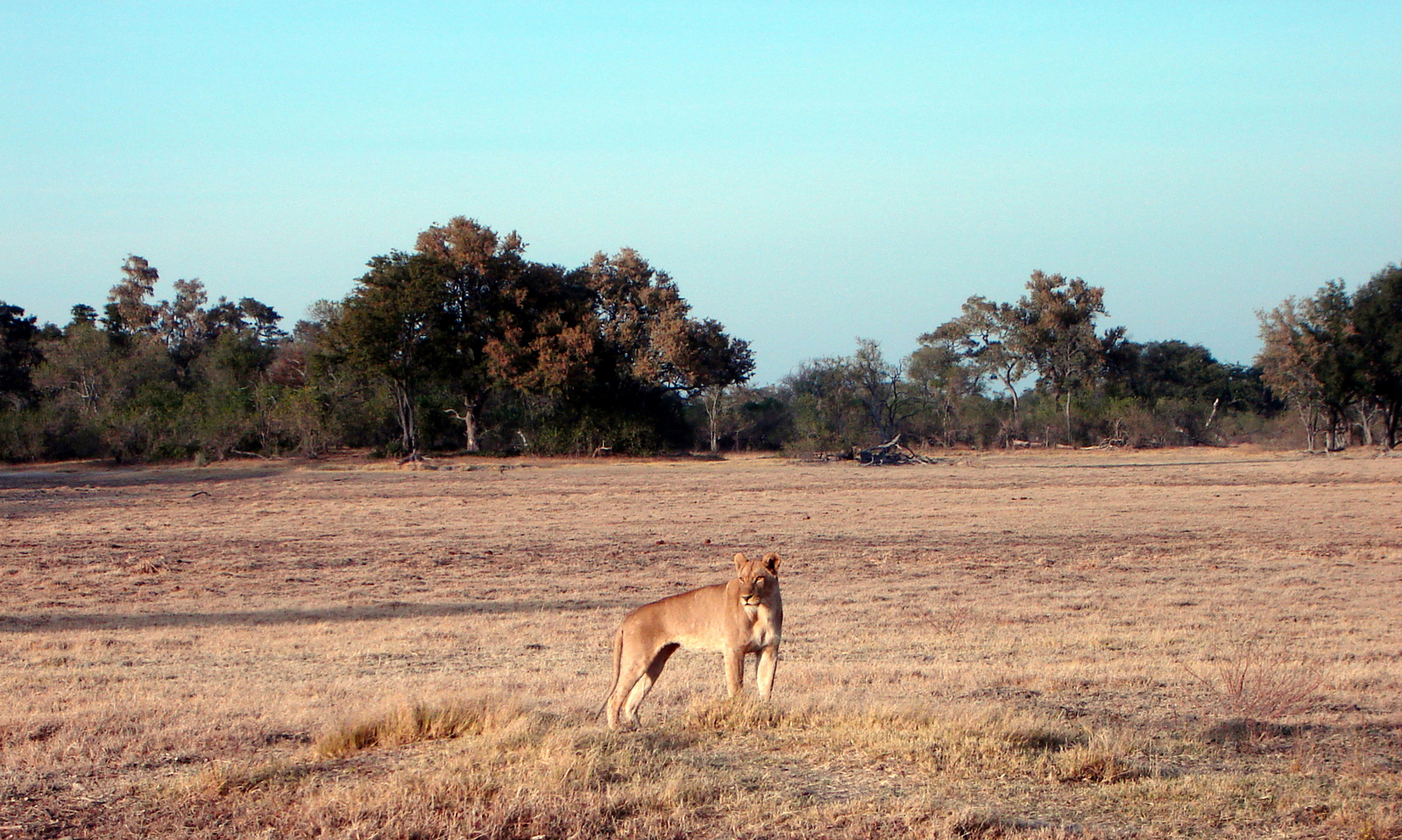
Leonessa nel Moremi

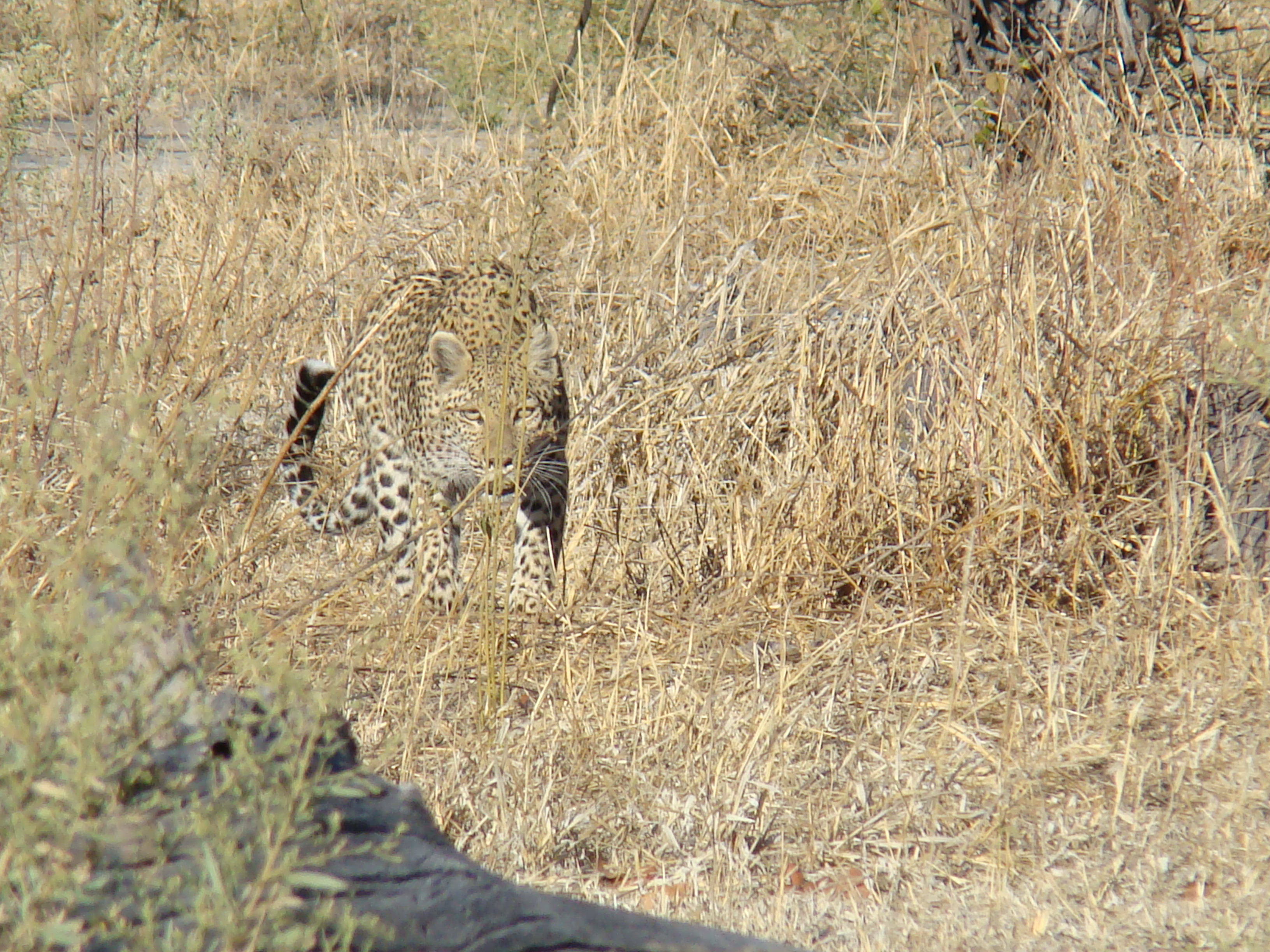
Un leopardo nella savana

## Territorio
Si trova ad est del delta dell'Okavango ed ha preso il nome dal capo Moremi della tribù BaTawana. Ai BaSarwa o boscimani che occupavano quell'area fu concesso di rimanere nella riserva. 
Tuttavia, negli anni 1960, il governo fece bruciare il villaggio dei boscimani costringendo gli abitanti a spostarsi al di fuori della riserva. Si trasferirono dall'altra parte del fiume Khwai e diedero il nome del fiume al loro nuovo villaggio. All'interno del villaggio vi è ancora oggi una forte diffidenza verso il governo nazionale, dato che ci sono state voci relative ad un probabile nuovo spostamento del villaggio
La riserva faunistica Moremi copre gran parte del lato orientale del delta dell'Okavango e combina zone acqua permanente ad altre più secche, che creano dei contrasti sorprendenti e inaspettati. Alcune caratteristiche geografiche di spicco della riserva sono l'isola Chiefs e la Moremi Tongue. Nella riserva si possono praticare sport nella savana e bird-watching nelle lagune.  Ci sono anche aree boscose, che ospitano rari leopardi. A nord-est si trova il Parco nazionale del Chobe, che confina col Moremi.
Nonostante si estenda su un'area di appena inferiore a 5000 km², presenta zone completamente diverse, combinando boschi  di mopane a foreste di acacia, golene e lagune. Solo circa il 30% della riserva è continentale, mentre la maggior parte di essa si trova all'interno del delta dell'Okavango.

## Fauna
La riserva faunistica Moremi ospita quasi 500 specie di uccelli (dagli uccelli acquatici agli abitanti della foresta), e una vasta gamma di altre specie di fauna selvatica, tra cui bufali, giraffe, leoni, leopardi, ghepardi, iene, sciacalli, zebre e impala. Il licaone è residente nella riserva ed è stato oggetto di un progetto di protezione sin dal 1989. Gli esemplari di questa specie vengono spesso avvistati con un collare inserito dai ricercatori per il loro monitoraggio. L'area di Moremi costituisce una delle più significative aree di habitat esistenti per questo canide.

## Logistica
La riserva offre l'opportunità di essere esplorata non solo con automezzi 4x4, ma a piedi e in mokoro - una piroga realizzata con tronchi di ebano e guidata dalla  guida personale. Anche se, oggi la maggior parte della mekoro (plurale di mokoro), sono realizzate in fibra di vetro, contribuendo così a preservare i magnifici e vecchi alberi del delta.
Il periodo migliore per la visita e quello che va da luglio a ottobre, quando esistono le pozze d'acqua della stagione secca e la fauna selvatica si concentra sull'acqua stagnante. Da ottobre fino all'inizio delle piogge, a fine novembre o inizio dicembre, il tempo può essere molto caldo.
Le zanzare malariche sono prevalenti in tutta la riserva e si raccomanda vivamente ai visitatori di prendere le necessarie precauzioni prima, durante e dopo una visita.
Il governo del Botswana è stato capace di sviluppare il turismo, senza la necessità urgente dei ricavi che devono affrontare molti altri paesi africani. Una politica di eco-turismo di alto rendimento, ma a basso impatto, ha portato i visitatori ad ammirare un'Africa nella sua forma più naturale, incontaminata e bellissima. Così la riserva stessa ha pochissimi lodge, e solo quattro aree per il campeggio (alla Porta Sud, al Terzo Ponte,  a Xakanaxa e a Khwai). Esistono un certo numero di lodge, alla periferia della Riserva, in cui vengono ospitati i visitatori che intendono fare il safari di giorno.
I viaggi tra i vari lodge vengono realizzati con aerei leggeri, dato che molti di essi posseggono una aviosuperficie. In questo modo è possibile una visita di diverse aree della riserva.